# Франк Карас
Франк Карас (рођен 23. јула 1933) је физикохемичар и академик, инострани члан састава Српске академије наука и уметности од 26. октобра 2000.

## Биографија
Завршио је докторат на Универзитету у Вашингтону 1957. и на Универзитету у Лондону 1972. године. Радио је као ванредни професор на Универзитету Масачусетс у Амхерсту 1967—1970. и као редовни професор од 1970, као и директор Центра за напредне електричне и структурне полимере од 1986. Дописни је члан Хрватске академије наука и уметности од 1997, инострани је члан Српске академије наука и уметности од 26. октобра 2000, члан је Америчког хемијског друштва, Америчког физичког друштва, Америчког удружења за унапређење науке, Sigma XI и Друштва за истраживање материјала. Уредник је Polymer International, European Polymer Journal, Innovations in Materials Research и оснивач и главни уредник New Polymeric Materials. Добитник је награде за образовну службу 1971, Метлерове награде за термичку анализу 1975, награде SEAM 2001, почасне медаље Словачке академије наука и медаље „Херман Ф. Марк” Аустријског института за хемијска истраживања.